# ورانگانی
ورانگانی (به صربی: Vranjani) یک منطقهٔ مسکونی در صربستان است که در پوژگا واقع شده‌است.